# جبل كفراع
جبل كفراع يقع شرق جبل زين العابدين شمال مدينة حماة في سوريا بحوالي 6 كم، بالقرب من قرية كفراع من الجهة الغربية. يبلغ ارتفاعه 625 م، يقع في المرتبة 30 ضمن قائمة أعلى جبال حماة وفي المرتبة 540 ضمن أعلى جبال سوريا.